# Сюрвейер флота
Сюрвейер флота — должность в Британском адмиралтействе, существовавшая с XVI до середины XIX века; чиновник, отвечавший за конструкции и проектирование кораблей, строившихся для Королевского флота.
Сюрвейер флота входил в число высших чиновников Адмиралтейства и был членом Военно-морского комитета (англ. Navy Board). Сама должность появилась одновременно с учреждением комитета, в 1546 году. Возглавлял свой отдел, или офис (англ. Surveyor's office), через который осуществлял, в зависимости от периода, либо чисто надзорные, либо надзорные и проектировочные функции. Формально ему подчинялись также все королевские верфи. Должность сюрвейера флота могли одновременно исполнять несколько человек. Исторически сюрвейеров в каждый момент было один или двое.

## Обязанности
Полномочия сюрвейера менялись в зависимости от периода и уровня развития кораблестроения.
Постройка кораблей для флота осуществлялась как на королевских верфях (Портсмут, Дептфорд, Чатем, Вулвич, Ширнесс, Девонпорт, позже прибавились Пембрук, Бомбей, Галифакс и Бермуда), так и у частных подрядчиков. С ростом численности флота, последним заказывали все больше кораблей, ососбенно малых. Из-за разнобоя в методах и приемах постройки и вариаций в конструкции неизбежно возникали трудности при содержании, снабжении и ремонте кораблей. В результате сюрвейер флота должен был следить за тем, чтобы строители соблюдали требования, обязательные для всех кораблей Его величества.
Вначале его внимание было сосредоточено только на кораблях, способных сражаться в линии баталии, то есть линейных. Позже стали регулироваться и конструкции меньших по размерам и более слабых фрегатов и шлюпов. В 1709 году, с началом эпохи Уложений, были унифицированы основные размерения кораблей, и надзор за их соблюдением поручен сюрвейеру. До 1745 года, однако, конкретные проекты были ещё в руках Главных мастеров королевских верфей, а офис сюрвейера выпускал чертежи только для частных подрядчиков. Уложение 1745 года полностью передало выпуск чертежей сюрвейеру, вплоть до подробных спецификаций на все размеры кораблей и применяемые в постройке материалы.
Чаще всего сюрвейером флота становился человек, имевший опыт кораблестроения, и потому знакомый с требованиями моряков к эксплуатации корабля. Но адмиралтейский пост был одновременно и политическим назначением, которое выдавалось в награду за услуги в правительстве и в Парламенте. Поэтому должность могли занимать и люди, не знакомые с технической стороной дела, но лояльные Кабинету. Особенно это проявилось в период Уложений, когда правительство ужесточило контроль за бюджетом флота, вплоть до одобрения отдельных конструкций.
После 1755 года жесткое регламентирование путём уложений было отменено, и создание проектов снова перешло к корабельным мастерам, а офис вернулся к контролю и надзору. Однако сюрвейеры временами создавали и собственные проекты. Например, в 1809 году появился 74-пушечный корабль 3 ранга так называемого «сюрвейерского типа». Было построено 40 таких кораблей. Другой пример: в 1770-е годы по сюрвейерскому чертежу были построены несколько куттеров, специально спроектированных для флота. Проект оказался неудачным. В целом на флоте мнение о кораблестроительных способностях сюрвейеров было невысоко.

## Упразднение
С началом строительства парового и броненосного флота, в 1859 году обязанности сюрвейера флота перешли к контролёру флота (современный Третий морской лорд).

## Список сюрвейеров флота
Помеченные * занимали должность совместно
| Сюрвейер(ы)            | Сюрвейер(ы)     | Дата             |
| ---------------------- | --------------- | ---------------- |
| Бенджамин Гонсон       | —               | 24 апреля 1546   |
| сэр Уильям Винтер      | —               | 8 июля 1549      |
| сэр Генри Палмер       | —               | 11 июля 1589     |
| сэр Джон Тревор        | —               | 20 декабря 1598  |
| сэр Ричард Бингли      | —               | 1611             |
| Томас Норрейс          | —               | 12 февраля 1619  |
| Джошуа Даунинг         | —               | 1625             |
| сэр Томас Эйлсбери     | —               | 1628             |
| Кендрик Эдсбери        | —               | 19 декабря 1632  |
| Уильям Баттен          | —               | 26 сентября 1638 |
| Джон Холланд           | —               | 16 февраля 1649  |
| Джордж Пэйлер          | —               | 1654             |
| сэр Уильям Баттен      | —               | 20 июня 1660     |
| Томас Миддлтон         | —               | 25 ноября 1667   |
| сэр Джон Триппетс      | —               | 5 сентября 1672  |
| Эдмунд Даммер          | —               | 9 августа 1692   |
| Даниел Фюрцер          | —               | 22 сентября 1699 |
| Даниел Фюрцер          | Уильям Ли       | 19 октября 1706  |
| Даниел Фюрцер          | —               | 16 ноября 1714   |
| сэр Джейкоб Акворт     | —               | 6 апреля 1715    |
| сэр Джейкоб Акворт     | Джозеф Эллин    | 11 июля 1745     |
| —                      | Джозеф Эллин    | 16 марта 1749    |
| Томас Слейд            | Уильям Бейтли   | 4 сентября 1755  |
| Томас Слейд            | Джон Уильямс    | 28 июня 1765     |
| —                      | Джон Уильямс    | 22 февраля 1771  |
| Эдвард Хант            | Джон Уильямс    | 11 апреля 1778   |
| Эдвард Хант            | Джон Хенслоу    | 13 декабря 1784  |
| —                      | Джон Хенслоу    | 7 декабря 1786   |
| Уильям Рул             | Джон Хенслоу    | 11 февраля 1793  |
| Уильям Рул             | Генри Пик       | 20 июня 1806     |
| Джозеф Такер           | Роберт Сеппингс | 14 июня 1813     |
| —                      | Роберт Сеппингс | 1 марта 1831     |
| Уильям Саймондс        | —               | 9 июня 1832      |
| сэр Болдуин Уэйк Уокер | —               | 5 февраля 1848   |